# Kanton Rue
Kanton Rue (fr. Canton de Rue) je francouzský kanton v departementu Somme v regionu Hauts-de-France. Skládá se z 55 obcí. Před reformou kantonů 2014 ho tvořilo 17 obcí.

## Obce kantonu
od roku 2015:
| - Ailly-le-Haut-Clocher - Argoules - Arry - Bernay-en-Ponthieu - Le Boisle - Boufflers - Brailly-Cornehotte - Brucamps - Buigny-l'Abbé - Bussus-Bussuel - Cocquerel - Coulonvillers - Cramont - Crécy-en-Ponthieu - Le Crotoy - Dominois - Dompierre-sur-Authie - Domqueur - Ergnies | - Estrées-lès-Crécy - Favières - Fontaine-sur-Maye - Fort-Mahon-Plage - Francières - Froyelles - Gorenflos - Gueschart - Ligescourt - Long - Machiel - Machy - Maison-Ponthieu - Maison-Roland - Mesnil-Domqueur - Mouflers - Nampont - Neuilly-le-Dien | - Noyelles-en-Chaussée - Oneux - Ponches-Estruval - Pont-Remy - Quend - Regnière-Écluse - Rue - Saint-Quentin-en-Tourmont - Saint-Riquier - Vercourt - Villers-sous-Ailly - Villers-sur-Authie - Vironchaux - Vitz-sur-Authie - Vron - Yaucourt-Bussus - Yvrench - Yvrencheux |

před rokem 2015:
- Argoules
- Arry
- Bernay-en-Ponthieu
- Le Crotoy
- Favières
- Fort-Mahon-Plage
- Machiel
- Machy
- Nampont
- Quend
- Regnière-Écluse
- Rue
- Saint-Quentin-en-Tourmont
- Vercourt
- Villers-sur-Authie
- Vironchaux
- Vron